# Ivar Olsen (sciatore)
Ivar Olsen (9 febbraio 1960) è un ex combinatista nordico norvegese.

## Biografia
In Coppa del Mondo esordì l'8 marzo 1984 a Oslo (12°) e ottenne il miglior risultato in carriera il 16 marzo 1985 nella medesima località (4°). Non partecipò né a rassegne olimpiche né iridate.

## Palmarès

### Coppa del Mondo
- Miglior piazzamento in classifica generale: 9º nel 1985